# Mooringsport
Mooringsport – miasto w Stanach Zjednoczonych, w stanie Luizjana, w parafii Caddo.